# اندی لوین
اندرو ساول لوین (زاده ۱۰ اوت ۱۹۶۰) یک وکیل و سیاستمدار آمریکایی است که از سال ۲۰۱۹ تا ۲۰۲۳ به عنوان نماینده ایالات متحده در حوزه انتخابیه نهم میشیگان  خدمت کرده است. لوین که یکی از اعضای حزب دموکرات است، در سال ۲۰۱۸ به عنوان جانشین پدر بازنشسته خود، ساندر لوین انتخاب شد. او برادرزاده کارل لوین، سناتور سابق میشیگان ایالات متحده است.
لوین در ۱۰ آگوست ۱۹۶۰، از پدر و مادری به نام ساندر لوین و ویکی شلیفر به دنیا آمد. سندر در سال ۱۹۸۲ به عضویت مجلس نمایندگان ایالات متحده انتخاب شد. اندی در هانتینگتون‌وودز، میشیگان با دو خواهر به نام‌های جنیفر و مادلین و یک برادر به نام متیو بزرگ شد.